# Charaxes neanthes
Charaxes neanthes är en fjärilsart som beskrevs av William Chapman Hewitson 1854. Charaxes neanthes ingår i släktet Charaxes och familjen praktfjärilar. Inga underarter finns listade i Catalogue of Life.